# المعرض الوطني الإندونيسي
المعرض الوطني الإندونيسي هو متحف معرض فني يقع في جاكرتا عاصمة إندونيسيا. وُجد المتحف الوطني لإندونيسيا كمؤسسة ثقافية في مجال الفنون البصرية منذ 8 مايو 1999. تلعب المؤسسة دورًا مهمًا في زيادة وعي الجمهور بالأعمال الفنية من خلال الحفاظ على الفنون البصرية وتطويرها واستغلالها في إندونيسيا.

## التاريخ

### مجمع تعليمي
كان العنوان الأصلي للمجمع يقع في كونينغسبلين أووست رقم 14 باتافيا. تم بناء المبنى الرئيسي في عام 1817 من قبل جي. سي. فان ريجيك كمكان إقامة بأسلوب استعماري للهنديين الهولنديين. أخذت مواد البناء من بقايا قلعة باتافيا.
في عام 1900 تم تحويل المجمع إلى مؤسسة مدرسة كبار السن التعليمية تحت سلطة القس البروتستانتي الهولندي والراسم البارز فريماسون ألبيرت سامويل كاربينتير ألتينغ. ثم تم تحويل مقر إقامة جزر الهند السابقة إلى مبنى سكن للإناث، في حين تمت إضافة العديد من المباني لتحسين مرفق المدرسة وذلك بإضافة: مدرسة ثانوية ومدرسة ابتدائية والمدرسة الثانوية العليا.
بعد الاستقلال في عام 1945 ظلت الأكاديمية تعمل في خدمة مجتمع المستوطنين البيض المتبقين في جاكرتا، على الرغم من أن الحكومة الإندونيسية أجبرت المدرسة على قبول الطلاب من جميع الأجناس.
في عام 1955 منعت الحكومة الإندونيسية جميع الأنشطة المتعلقة بالإدارة الاستعمارية الهولندية. وضعت المؤسسة التعليمية تحت سلطة مؤسسة رادين صالح، التي واصلت أنشطة مدرسة كبار السن التعليمية وظلت تحت رعاية التعاليم الماسونية.
في عام 1961 تم طرد جميع الطلاب والمدرسين الهولنديين من قبل الحكومة الإندونيسية، وفي تلك السنة تم إلغاء المدرسة وتحولت مبانيها إلى المدرسة الابتدائية الحكومية رقم 1 والمدرسة الثانوية العليا رقم 7. في عام 1962 أصدرت السلطات العسكرية رسالة قرار موقعة من الرئيس سوكارنو والتي حظرت الماسونية في إندونيسيا. ونتيجة لذلك تم حل مؤسسة رادين صالح، وتولت إدارة التعليم والثقافة في جمهورية إندونيسيا المدرسة.
في عام 1965 في وقت كان هناك تهديد أمني كبير بعد حادثة 30 سبتمبر، تم استخدام المبنى الرئيسي كمقر لوحدة قيادة الشباب والطلاب (كوماندو كيساتوان بيمودا دان بيلاجار إندونيسيا) التي نظمت مظاهرات للمطالبة بحل الحزب الشيوعي الإندونيسي.
بمجرد تحسن الوضع الأمني تم استخدام المبنى من قبل الجيش الإندونيسي كمقر لواء المشاة جاياسكتي تحت إشراف قيادة جاكرتا رايا الخامس العسكرية (كوماندو دايره ميليتر جاكرتا جاكرتا رايا : كودام جايا). في عام 1981 بناءً على برقية من رئيس أركان الجيش (كيبالا ستاف أنجكاتان دارات) تم وضع علامة رقم 51/1978/1981، وتم إعادة تأكيدها برسالة قرار القيادة العسكرية بجاكرتا رايا الخامس رقم SKIP/194/1982، وأعيد المبنى إلى وزارة التعليم والثقافة. بعد ذلك، وبناءً على رسالة الأمين العام لوزارة التعليم والثقافة بتاريخ 28 فبراير 1982، تم نقل إدارة الهيكل إلى المديرية العامة للثقافة. منذ ذلك الحين تم استخدام هذا المبنى الأساسي (المبنى أ) كمبنى للمعارض وهو الآن الهيكل المركزي لمعرض إندونيسيا الوطني.

### إنشاء المعرض
تم إنشاء المعرض الوطني الإندونيسي ضمن الجهود المبذولة لإنشاء برنامج المركز الوطني للتنمية الثقافية الذي بدأ في الستينيات. أثناء انتظار تنفيذ البرنامج الوطني لتطوير المركز الثقافي، قام الأستاذ الدكتور فؤاد حسن (في ذلك الوقت وزير التعليم والثقافة) بتنظيم تجديد المبنى لإتقان وظيفته كمعرض فني كمركز للفنون الثقافية معرض وكمركز لأنشطة التقدير الفني. تم تجديد المبنى في عام 1987.
بعد الضغط المكثف مع السلطات المعنية من عام 1995 اتخذت المؤسسة المعروفة باسم معرض إندونيسيا الوطني شكلها الحالي ووظيفتها القائمة على الوثائق السابقة. القرار الأول الذي صدر في عام 1998 كان من قبل الوزير المنسق لتطوير وتمكين الخدمة المدنية، وتم تأكيد ذلك بعد ذلك في قرار وزارة التعليم والثقافة وتم تخصيص المبنى كمعرض فني في 8 مايو 1999.
تم تغيير الهيكل الأولي للمعرض الوطني الإندونيسي (رسالة قرار وزارة التعليم والثقافة) عدة مرات كما بينت إحدى الوثائق والتي تم إدخالها بعد ذلك تمشيا مع سياسات وزارة الثقافة والسياحة. كان هذا التحول التنظيمي النهائي بسبب التغيير الإداري لوزارة الثقافة والسياحة في وزارة الثقافة والسياحة بموجب الوثائق إحدى الوثائق.

## المقتنيات
يضم المتحف اليوم 1770 عملاً فنياً للفنانين الإندونيسيين والأجانب، من أبرز الفنانين الإندونيسيين ردن صالح، أفندي، باسوكي عبد الله، وكذلك بعض الفنانين الأجانب مثل فاسيلي كاندينسكي، هانس هارتونغ، فيكتور فاساريلي، سونيا ديلاوناي، بيير سولاجيز، زاو وو كي.